# تپه قره غازان
تپه قره غازان مربوط به دوره اشکانیان - دوره ساسانیان است و در شهرستان شیروان، بخش مرکزی، دهستان زوارم، ۲ کیلومتری شرق روستای حسین‌آباد واقع شده و این اثر در تاریخ ۳۰ بهمن ۱۳۸۶ با شمارهٔ ثبت ۲۱۲۲۳ به‌عنوان یکی از آثار ملی ایران به ثبت رسیده است.